# هربرت جاي ستيرن
هربرت جاي ستيرن (بالإنجليزية: Herbert Jay Stern)‏ هو محامي وقاضي أمريكي، ولد في 8 نوفمبر 1936 في نيويورك في الولايات المتحدة.